# Massey Ferguson 165 Mark III
Le Massey Ferguson 165 Mark III est un modèle de tracteur agricole produit par le constructeur américain Massey Ferguson.
Cette évolution du 165 est mise sur le marché en 1968. Plus puissant d'un cheval-vapeur que le type précédent, le tracteur et fabriqué en France et en Grande-Bretagne à plus de 21 000 exemplaires jusqu'en 1973.

## Historique
En 1965, Massey Ferguson présente la gamme 100, série homogène et complète de sept tracteurs. Parmi ceux-ci, le Massey Ferguson (MF) 165 est le plus demandé dans le haut de la gamme.
Peut-être pour contrer Ford, concurrent sur ce créneau, Massey Ferguson modifie le MF 165 en adoptant un nouveau moteur (augmentation de l'alésage et réduction de la course, pour un gain de puissance d'un cheval-vapeur) et quelques améliorations techniques : c'est le MF 165 Mark III, produit à plus de 21 000 exemplaires entre 1968 et 1973 et dont la silhouette est presque identique à celle de son prédécesseur.

## Caractéristiques
Le Massey Ferguson 165 Mark III est un tracteur à deux roues motrices. Il existe quelques modèles à quatre roues motrices, mais il s'agit de modifications artisanales avec le montage d'un pont avant issu de véhicules des stocks américains laissés sur le continent après le Seconde Guerre mondiale.
Le moteur Diesel qui équipe le MF 165 Mark III, fabriqué par Perkins, comporte quatre cylindres en ligne à injection directe de 98,4 mm d'alésage et de 114,3 mm de course. Sa cylindrée totale est de 2 475 cm3 et, au régime de 2 000 tr/min, il développe une puissance maximale de 60 ch DIN. La dynamo qui recharge la batterie est progressivement remplacée par un alternateur, plus efficace.
Deux boîtes de vitesses sont proposées. L'une, traditionnelle chez Massey Ferguson, possède six rapports avant et deux rapports arrière, doublés par l'amplificateur de couple « Multipower ». La seconde, nouveauté sur ce tracteur, dispose de huit rapports avant et quatre rapports arrière.
Le tracteur est équipé d'une prise de force arrière tournant à 540 tr/min. Si la commande est mécanique sur les premiers exemplaires sortis, elle devient hydraulique plus tard. Ce dernier dispositif s'avère peu progressif et il est cause de pannes sur les outils attelés. Le relevage profite du savoir-faire Massey Ferguson, mais les équipements permettant l'attelage d'une remorque ne sont pas fournis de série.
L'aspect extérieur du 165 Mark III est identique à celui des autres tracteurs de la série 100. L'architecture du poste de pilotage est elle aussi reconduite, les défauts d'ergonomie (position des pédales, dureté de la commande de boîte de vitesses) n'étant pas corrigés.

## Pour en savoir plus